# Sophie Cadieux
Pour les articles homonymes, voir Cadieux.
Sophie Cadieux, née le 25 août 1977, est une actrice québécoise.

## Biographie
Sophie Cadieux a étudié au Conservatoire d'art dramatique de Montréal de 1998 à 2001.
Elle se fait connaître par ses rôles dans la série jeunesse Watatatow et dans la comédie Rumeurs. Elle est également remarquée dans un rôle épisodique de la série policière Fortier. À cette période, elle a également participé à deux saisons des finales de la Ligue nationale d'improvisation.
En 2004, Sophie Cadieux incarne le seul personnage de la pièce Cette fille-là écrite par la dramaturge canadienne Joan MacLeod et inspirée par le meurtre de Reena Virk survenu à Victoria en 1997. La production remporte un succès critique et populaire appréciable et est reprise en 2006 avant d'être présentée à Paris en 2008.
En 2007, elle tient un rôle important dans la série télévisée Les Lavigueur, la vraie histoire. Durant quatre saisons, elle est l'actrice principale de la série Lâcher prise qui remporte un grand succès au Québec, rôle pour lequel elle reçoit le prix Gémeaux du « Meilleur premier rôle féminin » en 2020.
En tout, elle a incarné plus de vingt rôles à la télévision et au cinéma en plus d'avoir joué dans plus de vingt pièces de théâtre. Sophie Cadieux a reçu plusieurs distinctions et nominations au Gala des prix Gémeaux et à la Soirée des masques pour la télévision et le théâtre respectivement.

## Filmographie

### Télévision
- 2001-2003 : Watatatow : Vanessa
- 2001 : Café Bédé (INIS)
- 2001 : Fortier III : Josée Berthiaume
- 2002-2006 : Rumeurs : Clara Dumais
- 2003 : Temps dur : Ginette
- 2004 : La Chambre n° 13 : Andréanne
- 2004 : Il était une fois dans le trouble : Caro
- 2005 : Une grenade avec ça? : Julie Briand
- 2006 : La Job : Anne Viens
- 2006 : Minuit, le soir : Agathe
- 2007 : Les Boys : Julie
- 2007 : Annie et ses hommes : Karine
- 2007-2012 : Kaboum : Imili Krishi
- 2008 : Stan et ses stars : Mirana (Mélanie)
- 2008 : Les Lavigueur, la vraie histoire : Sylvie Lavigueur
- 2009 : Tout sur moi : Sophie Cadieux
- 2009-2013 : Tactik : Sophie Kazanas
- 2010 : Rock and Rolland : Océane
- 2010 : Prozac : La Maladie du bonheur : Geneviève
- 2012 : Adam et Ève : Ève
- 2015 : Les Beaux Malaises : une comédienne
- 2015 : 30 vies : Sylvie
- 2016 : Ça décolle : Marie-Chou-Fleur
- 2016-2019 : Lâcher prise : Valérie Danault
- 2020-2021 : Rue King : Sophie
- 2021, 2024 : Bête noire : Éliane Sirois
- 2021-2023 : L'Échappée: Maya Déry
- 2021 : Lou et Sophie (saison 1) : Caroline, la mère de Lou
- 2022 : Chouchou : Patricia

### Cinéma
- 1999 : Quatre personnes ordinaires dans une mini-fourgonnette standard : Marie-Eve
- 2000 : Écrase bonhomme, t'es dans l'coup : Sandrine
- 2001 : Les Petits Cagney : Bijou
- 2003 : Duo (Kino Montréal) : Elle
- 2004 : Première neige (INIS) : Karine
- 2007 : Ma tante Aline de Gabriel Pelletier : Chantal
- 2010 : Jaloux de Patrick Demers : Marianne
- 2010 : Tromper le silence de Julie Hivon : Évelyne
- 2011 : Angle mort de Dominic James : Julie
- 2011 : Funkytown de Daniel Roby : Hélène
- 2012 : La Vallée des larmes de Maryanne Zéhil : Isabelle
- 2013 : Quelqu'un d'extraordinaire (court métrage) de Monia Chokri : Catherine
- 2016 : 9, le film, sketch Subitement de Luc Picard : Sarah
- 2023 : Vampire humaniste cherche suicidaire consentant de Ariane Louis-Seize

### Doublage
- 2008 : Blaise le blasé : Pénélope Francœur
- 2011 : Gnoméo et Juliette : Juliette
- 2015 : La Guerre des tuques 3D : Lucie

## Théâtre
- 2000 : Théâtre de rue en France (Théâtre de l'Astheure) : plusieurs rôles
- 2000 : Théâtre de rue Espagne (Théâtre de l'Escargot) : plusieurs rôles
- 2001 : Le Bourgeois gentilhomme (Centre d'arts Orford) : Lucille
- 2001 : Avec le soleil, ...la mère (Théâtre du Tandem) : Nathalie Bellavance
- 2002 : Bouba (Société de musique contemporaine du Québec, (SMCQ), 2002-2003) : Bouba
- 2002 : Les Femmes de bonne humeur (Salle Fred-Barry) : Mariucia
- 2003 : Les Belles-Sœurs (Théâtre Profusion) : Linda Lauzon
- 2003 : Unity 1918 (Espace Go) : Sissy
- 2003 : Betty à la plage (Maison de la Culture, 2003 ; Théâtre La Licorne, 2004) : Judy
- 2004-2008 : Cette fille-là (Théâtre La Licorne, 2004-2006; tournée québécoise, 2006-2008) : Braidie (solo)
- 2005 : Top girls (Espace Go) : Angie
- 2006 : Désordre public (Espace Go) : plusieurs rôles
- 2006 : Fête sauvage (Théâtre de la banquette arrière) : Martine
- 2007 : Des yeux de verre (Centre du Théâtre d'Aujourd'hui) : Brigitte
- 2008 : Après la fin (Théâtre La Licorne, 2008 ; Espace Go, 2010) : Louise
- 2008 : L'Imprésario de Smyrne (Théâtre du Nouveau Monde) : Annina
- 2008-2009 : Le grand mécanisme (Théâtre Petit à petit) : Kate
- 2009 : Les Pieds des anges (Espace Go) : Marie
- 2009 : La Grande Machinerie du monde (Espace Go) : Kate
- 2011 : Ha ha!... (Théâtre du Nouveau-Monde) : Mimi
- 2011 : Drame de princesses (Espace Go) : Blanche-Neige et la Belle-au-Bois-dormant
- 2012 : Hamlet est mort (Théâtre de la Pacotille) : Gabi
- 2012 : Je ne m'appartiens plus (Espace Go) : une femme
- 2012-2013 : Moi, dans les ruines rouges du siècle (Centre du Théâtre d'Aujourd'hui) : Lumilia
- 2013 : La Fureur de ce que je pense (Espace Go) : La fille des mirages
- 2014 : La Ville (Espace Go) : Clair
- 2014 : Damnatio memoriae (Théâtre de la banquette arrière) : une femme
- 2014 : Pyjama Party (co-création avec Félix-Antoine Boutin)
- 2016 : 4.48 Psychose de Sarah Kane (Théâtre La Chapelle) : Sarah
- 2016 : Animaux (Nouveau Théâtre expérimental) : une femme
- 2016 : Des arbres (Théâtre de la Manufacture) : plusieurs rôles
- 2016 : Le Timide à la cour (Théâtre de la Banquette arrière) : Madeleine (et plus)
- 2017 : La femme la plus dangereuse du Québec coécrit avec Dany Boudreault et Maxime Carbonneau, La Messe Basse, Théâtre Denise-Pelletier[8]
- 2017 : Toccate et fugue (Centre du Théâtre d'Aujourd'hui) : Élise
- 2017 : Félix-Antoine Boutin explore l'œuvre de Claude Gauvreau

## Nominations
- 2005 : Masques (théâtre) : nomination meilleure interprétration féminine: Cette fille-là : Bradie (premier rôle)
- 2005 : Masques (théâtre) : nomination meilleure interprétration féminine: Top Girls : Angie (rôle de soutien)
- 2007 : Prix Gémeaux (télévision) : nomination meilleure interprétation: émission dramatique - Les Lavigueur, la vraie histoire (2007) : Sylvie (rôle de soutien)
- 2009 : Prix Gémeaux (télévision) : nomination meilleur premier rôle: émission jeunesse - Stan et ses stars (2009) : Mirana (premier rôle)

## Distinctions
- 2003 : Ligue nationale d'improvisation – recrue de l'année
- 2004 : Prix Gémeaux – Meilleure interprétration / émission jeunesse Watatatow : Vanessa (rôle de soutien)
- 2020 : Prix Gémeaux – Meilleur premier rôle féminin : comédie, pour son rôle de Valérie Danault dans Lâcher prise.